# Matadero Madrid

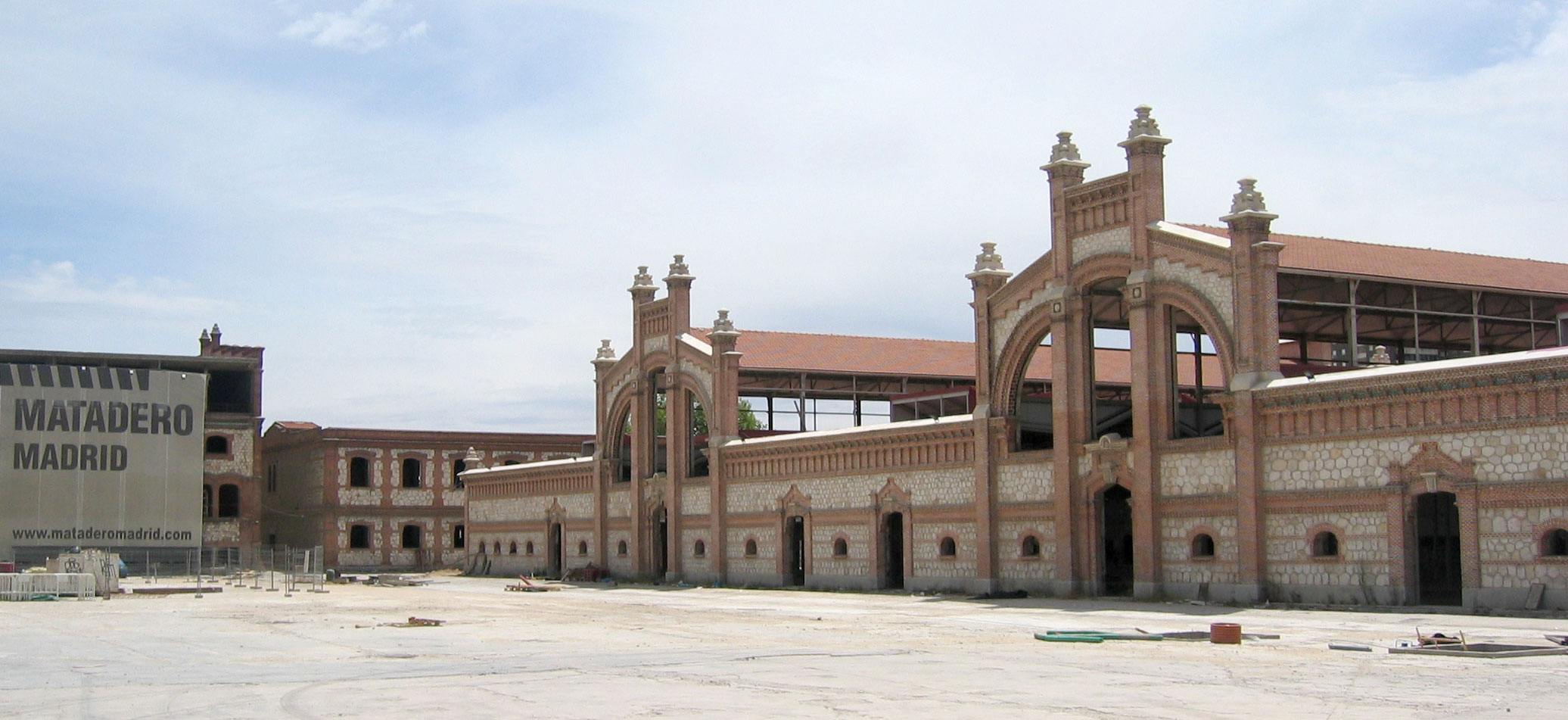
Matadero

Le Matadero Madrid est un centre culturel et d'art contemporain de Madrid, situé dans l'arrondissement d'Arganzuela. 

## Situation
Situé dans le quartier de Chopera, l'ensemble occupe un vaste espace quadrangulaire établi le long du Manzanares et à proximité de la place Legazpi. 
Le lieu possède aujourd'hui deux restaurants, une cinémathèque, un plateau de tournage, une bibliothèque et de nombreuses salles d'exposition. À l'origine, Matadero était un abattoir qui a fermé en 1996. Des ateliers, des expositions, des conférences ou encore des spectacles sont organisés régulièrement dans ce lieu.

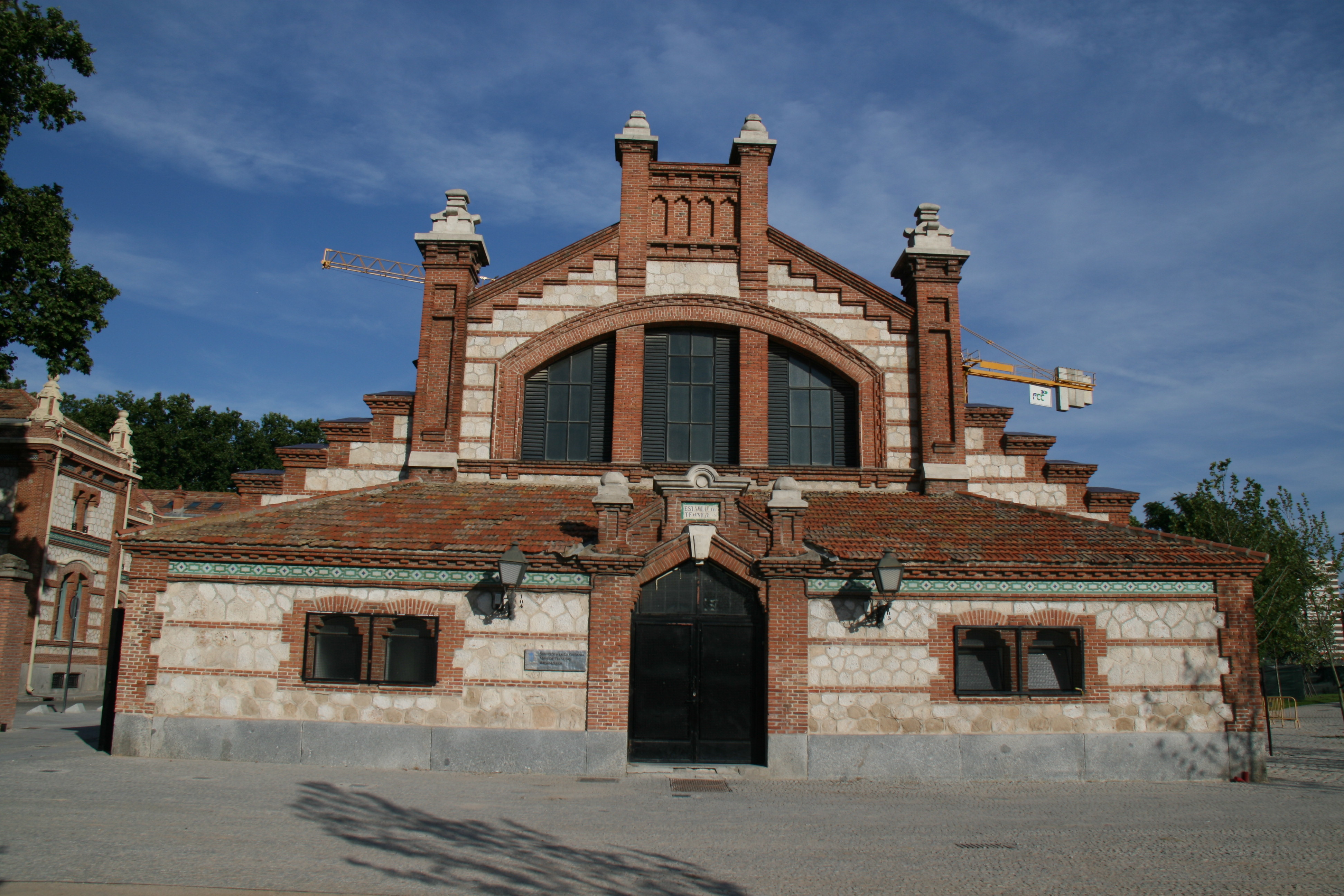
Matadero
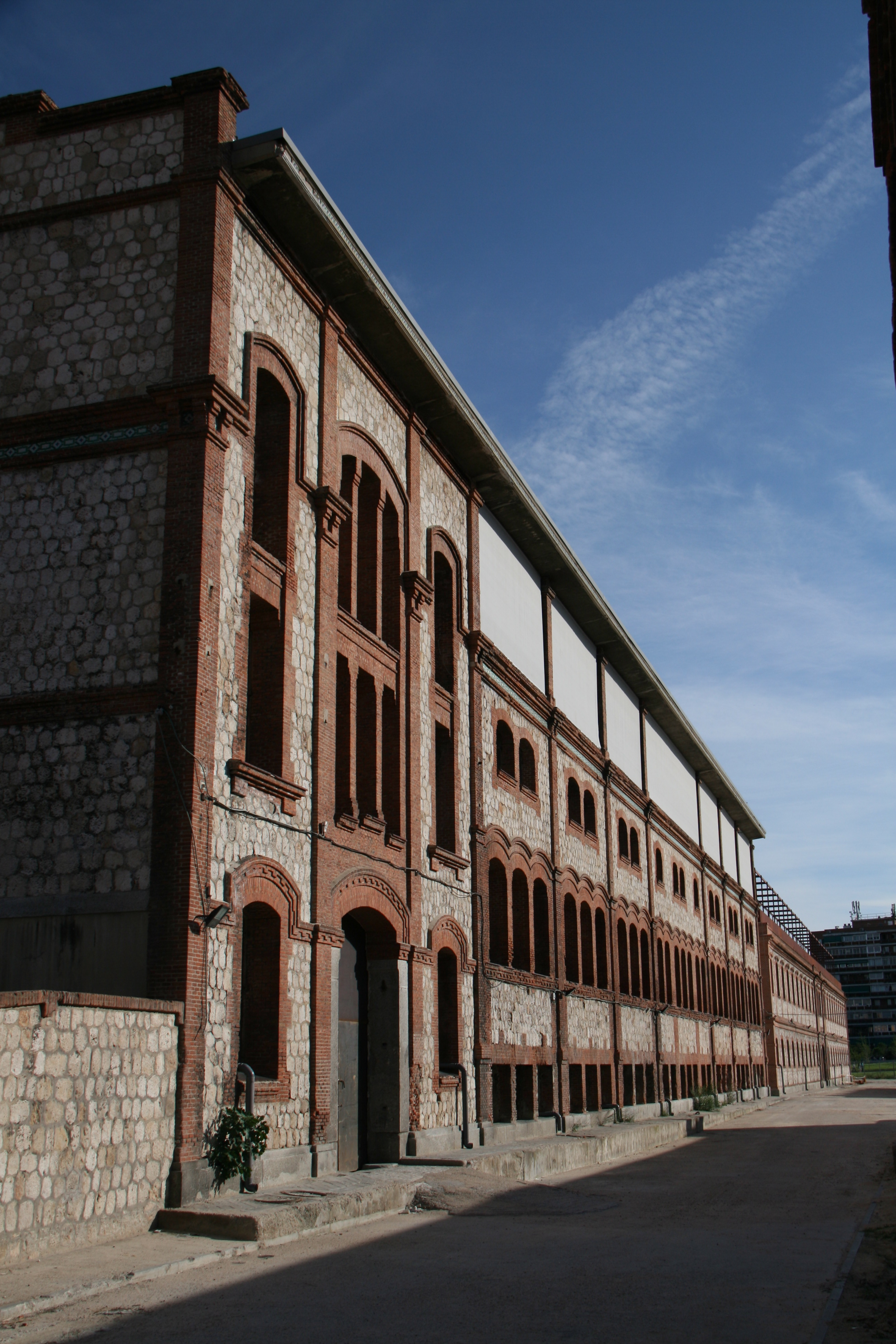
Matadero